# E. W. Hobson
Ernest William Hobson (27 de octubre de 1856 - 19 de abril de 1933) fue un matemático inglés, recordado principalmente por sus libros, algunos de los cuales abrieron nuevos caminos a las matemáticas en el Reino Unido gracias a su introducción en lengua inglesa de diversos temas de análisis matemático. Fue Profesor Sadleiriano de Matemática Pura en la Universidad de Cambridge de 1910 a 1931, y miembro de la Royal Society.

## Semblanza
Hobson nació en Derby, y se educó en la Derby School, en la Royal School of Mines y en el Christ's College de Cambridge, donde se graduó como Senior Wrangler en 1878. Era hermano del economista John A. Hobson. Se convirtió en miembro del Crist College casi inmediatamente después de la graduación. Se abrió camino en la investigación matemática solo gradualmente, convirtiéndose en un experto en la teoría de los armónicos esféricos. 
Su trabajo de 1907 sobre análisis real se convirtió en un hito dentro de la tradición matemática británica; siendo elogiado por G. H. Hardy. Incluía material sobre topología general y series de Fourier que estaba de actualidad por entonces; aunque incluyendo algunos errores detectados posteriormente (como por ejemplo, por R. L. Moore). 
Desde 1924 hasta 1927 Robert Pollock Gillespie estudió con él.
Está enterrado en el cementerio de la Parroquia de la Ascensión en Cambridge, con su esposa Seline, nacida el 25 de marzo de 1860, y fallecida el 10 de junio de 1940, con quien tuvo cuatro hijos, uno de los cuales,  Walter William (1894 - 1930),  fue enterrado con ellos  en la misma sepultura. 

## Trabajos
- A Treatise on Trigonometry (1891)
- Theory of Functions of a Real Variable (1907)
- Hobson, E. W. (1921) [1907], The theory of functions of a real variable and the theory of Fourier's series. Vol. I (2nd edición), Cambridge University Press.
- Hobson, E. W. (1926) [1907], The theory of functions of a real variable and the theory of Fourier's series. Vol. II (2nd edición), Cambridge University Press.
- Mathematics, from the points of view of the Mathematician and of the Physicist (1912)
- Squaring the Circle (1913)
- The Domain of Natural Science (1923) Gifford Lectures
- The Theory of Spherical and Ellipsoidal Harmonics (1931)